# Touiref
Touiref (àrab: الطويرف aṭ-Ṭwīraf) és una ciutat del nord-oest de Tunísia, a la governació del Kef. Forma una municipalitat amb 2.718 habitants el 2014.

## Economia
És essencialment agrícola, amb producció de cereals, carn, llet i recursos forestals com ara fusta de pi blanc.

## Administració
És el centre de la municipalitat o baladiyya homònima, amb codi geogràfic 23 13 (ISO 3166-2:TN-12).
Al mateix temps, forma un sector o imada, amb codi 23 53 57, dins de la delegació o mutamadiyya de Nebeur (23 53).